# Zimna Dziura w Strzeblu
Zimna Dziura w Strzeblu (znana także jako Grota Lodowa lub Jaskinia w Lubniu) – jaskinia w Beskidzie Wyspowym, na północnym stoku Szczebla (Strzebla). Znajduje się na obszarze Lasów Państwowych. Jest jaskinią osuwiskową, powstałą w piaskowcu magurskim. Położona jest przy szlaku turystycznym z Lubnia do Kasinki Małej i jest łatwo dostępna dla turystów. Znajduje się na wysokości 655 m n.p.m.

## Opis jaskini
Otwór wejściowy jaskini ma rozmiary 3 × 4 m. Pochyłe wejście prowadzi do komory głównej o długości do 6 m i szerokości do 3 m. Dno tej komory znajduje się na głębokości ok. 5 m. Od komory tej prowadzą jeszcze 3 boczne, ciasne szczeliny. Długość korytarzy (w większości trudno dostępnych) wynosi około 25 metrów
W jaskini panuje temperatura niższa o kilka lub kilkanaście stopni od temperatury na zewnątrz. Zdarzają się lata, że lód zalega w jaskini do okresu lata kalendarzowego. Np. w czerwcu 1931 r. napotkano w jaskini znaczne jeszcze ilości lodu. Niska temperatura w jaskini spowodowana jest jej ukształtowaniem. Brak przewiewu i kształt jaskini (opadający, od wejścia w kierunku końca jaskini) sprzyja zaleganiu zimnego powietrza. Wymiana powietrza z otoczeniem zachodzi (na większą skalę) wtedy, kiedy na zewnątrz jest zimniej niż w jaskini. Wówczas zimne powietrze opada do jaskini, ochładzając ją

## Historia odkrycia i legendy
Podpisy w końcowej sali wskazują, że jaskinia była znana już w 1863 r. Nie jest to jednak pewne, gdyż w sporządzonym przez Kazimierza Kowalskiego w 1954 r. opisie jaskini brak o tym napisie wzmianki, być może więc ktoś sporządził go później. W 1835 r. był w niej znany geolog Ludwik Zejszner. Po raz pierwszy opisał ją Gotfryd Ossowski w 1882 r. (pod nazwą Jaskinia w Lubniu). Miejscowej ludności znana była od dawna, o czym świadczy legenda, według której dziewczyna poszukująca wypasanego byka, który oddzielił się od stada, weszła za nim do jaskini. Byk zlizywał sól z dużego koryta. Jacyś ludzie pozwolili jej nabrać do tobołka pieniędzy, ale zakazano jej oglądania się. Dziewczyna jednak wychodząc z jaskini nie wytrzymała i obejrzała się. W tym momencie skarb zniknął, urwało jej piętę, a byk już nie odnalazł się.

## Szlak turystyczny
– z Lubnia obok Zimnej Dziury przez Mały Szczebel i Szczebel do Kasinki Małej. Czas dojścia z Lubnia do jaskini wynosi ok. 1 godz.

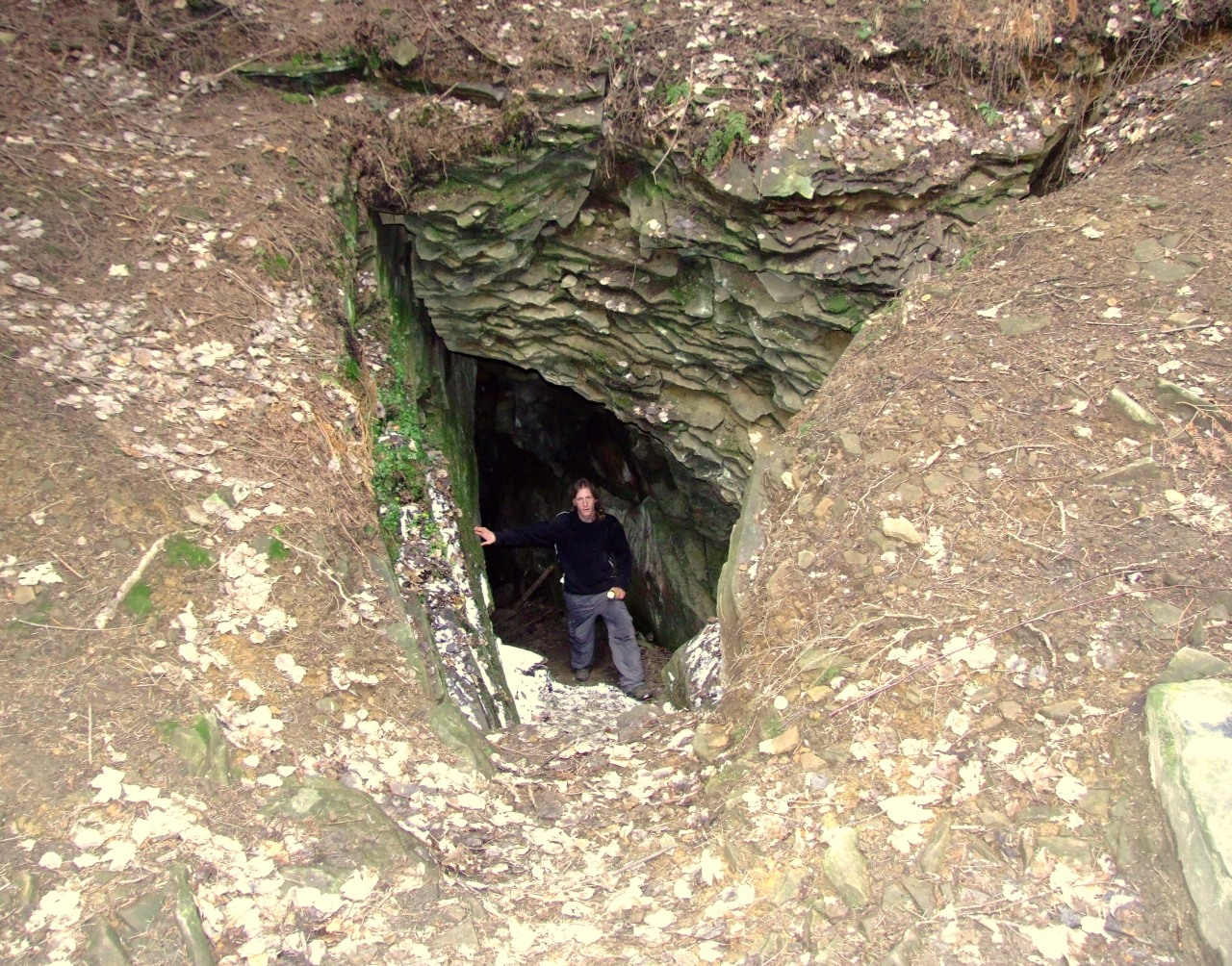
Otwór wejściowy
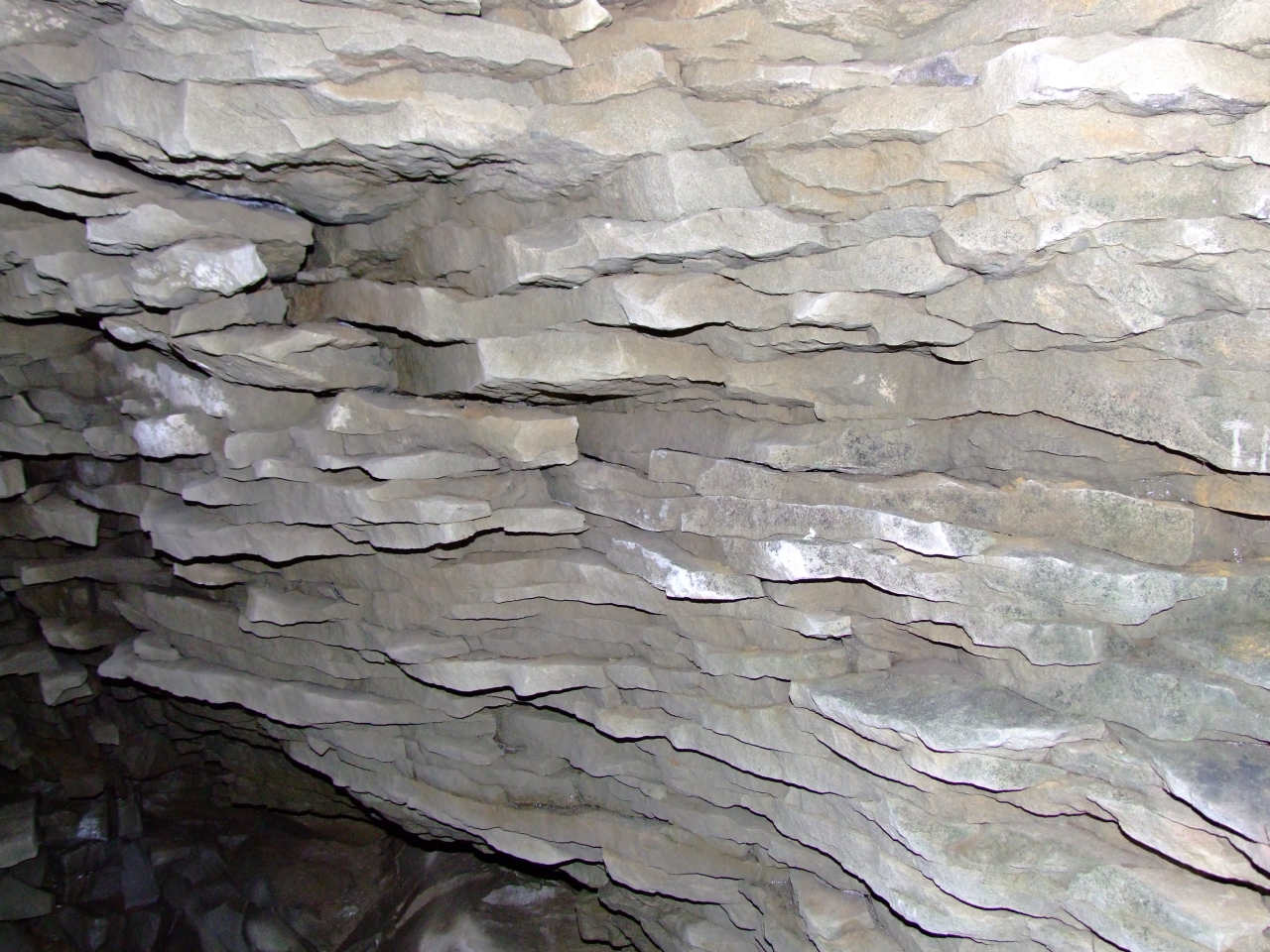
Piaskowcowe łupki w stropie komory głównej
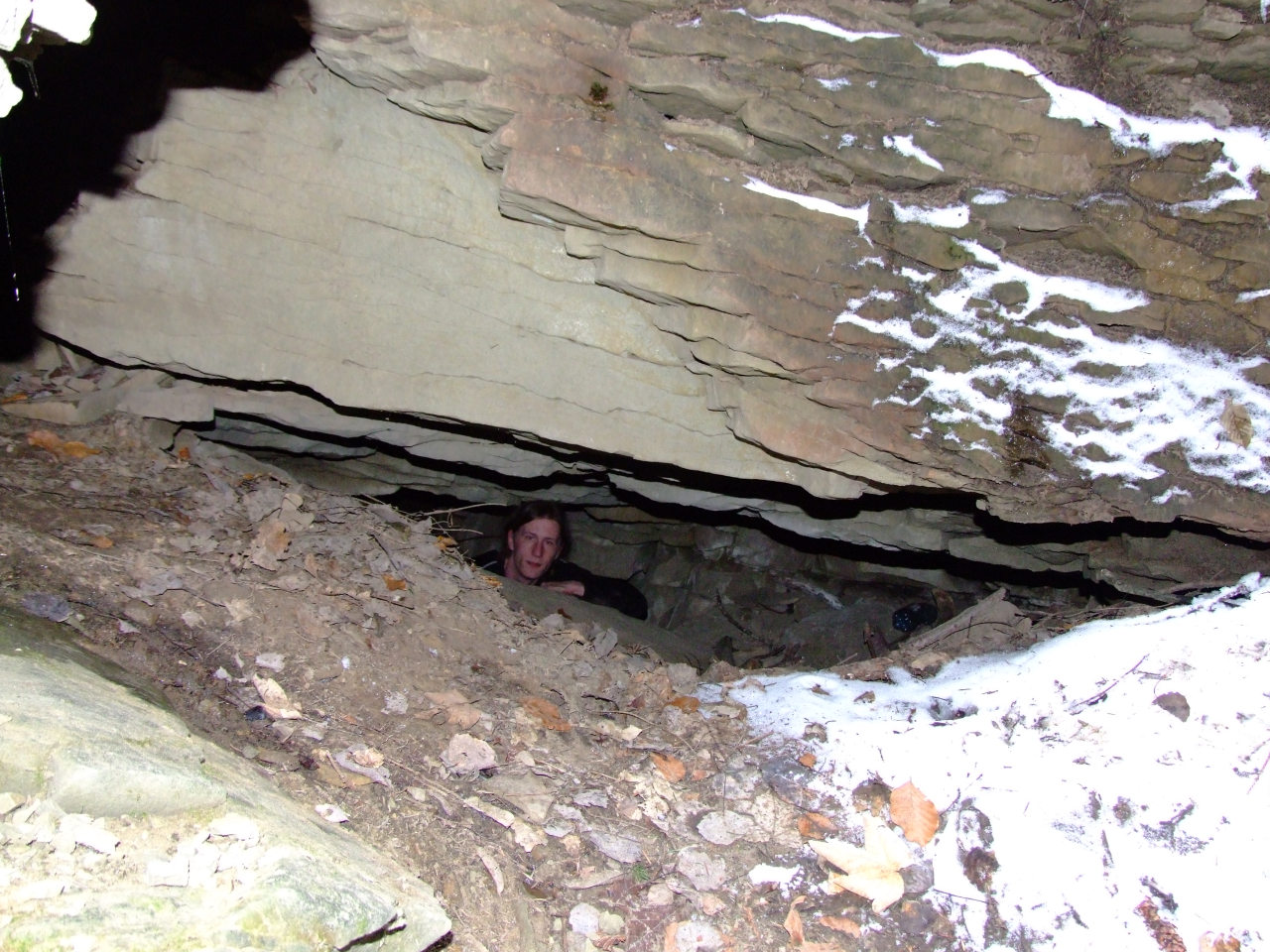
Otwór jednej ze szczelin
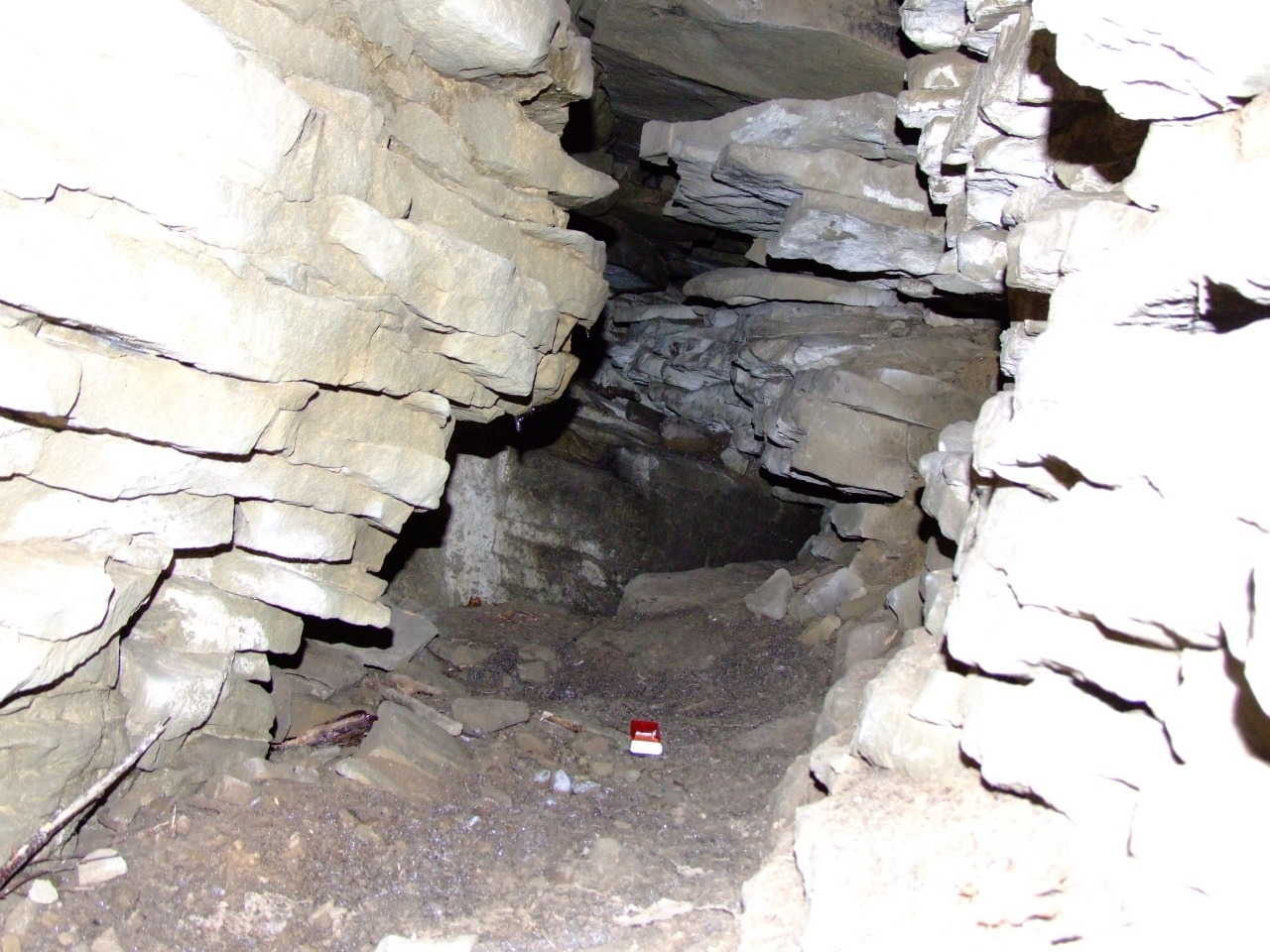
Korytarz